# Velódromo del Parque Hellyer
El Velódromo del Parque Hellyer (en inglés: Hellyer Park Velodrome) es el nombre que recibe un recinto deportivo en la ciudad de San José, en el condado de Santa Clara en el Valle de Silicon al norte del estado de California, al oeste de los Estados Unidos. Tiene una pista de 333m con giros con una banca máxima de 23 °.